# Asbury (Iowa)
Pour les articles homonymes, voir Asbury.
Asbury  est une ville du comté de Dubuque, en Iowa.
La ville est nommée en mémoire de Francis Asbury (1745-1816) qui fut l'un des pionniers du méthodisme aux États-Unis.